# Churchill (jezero v Saskatchewanu)
Churchill je ledovcové jezero v kanadské provincii Saskatchewanu. Leží těsně na východ od jezera Petera Ponda u vesnice Buffalo Narrows v severozápadním Saskatchewanu. Je součástí povodí řeky Churchill.

## Druhy místních ryb
V jezeře můžeme naleznout candáty kanadské (anglicky sauger), candáty druhu Sander vitreus (anglicky walleye), okouny druhu Perca flavescens (anglicky yellow perch), štiky druhu Esox lucius (anglicky northern pike), siveny druhu Salvelinus namaycush (anglicky lake trout), síhy druhu Coregonus clupeaformis (anglicky lake whitefish), síhy druhu Coregonus artedi (anglicky cisco), mníky, pakaprovce druhu Catostomus commersonii (anglicky white sucker) a pakaprovce druhu Catostomus catostomus (anglicky longnose sucker).